# David Ruiz
David Antonio Ochoa Posas, plus couramment appelé David Ruiz, né le 8 février 2004 à Miami en Floride, est un footballeur international hondurien qui joue au poste de milieu défensif à l'Inter Miami.

## Biographie
David Ruiz naît le 8 février 2004 à Miami, en Floride. Il reste aux États-Unis jusqu'à ses cinq ans et déménage dans son pays d'origine, au Honduras, où il découvre le football en jouant avec ses frères dans les rues de La Ceiba.
Il retourne finalement à huit ans aux États-Unis et commence le football en club à l'âge de dix ans au sein de l'académie Miami United Stars où il passera sept années de formation.

### Débuts et formation à l'Inter Miami
En 2021, il signe pour l'Inter Miami CF qui n'est alors professionnel que depuis un an, il rejoint tout d'abord l'équipe des moins de 17 ans mais intègre assez vite l'équipe réserve. Il bouge alors encore beaucoup entre les équipes de jeunes et la réserve mais apparaît quelques fois sur le banc de cette dernière en USL League One 2021 alors qu'il n'a que 17 ans.
Mais c'est lors de la saison 2022 de MLS Next Pro qu'il devient régulièrement titulaire en équipe réserve, il joue son premier match le 16 avril 2022 en rentrant en jeu à la 65e minute face à la réserve du New York City FC mais ne peut pas aider les siens à se relever et l'Inter Miami II s'incline 7 à 0.
Il est pour la première fois appelé en équipe première le 24 mars 2023 à l'occasion de la cinquième journée de MLS 2023 qui se déroule deux jours plus tard entre l'Inter Miami et le Fire de Chicago. Il joue donc son premier match avec l'équipe première à cette occasion et rentre effectivement en jeu à la 82e minute, afin de remplacer Rodolfo Pizarro, mais il n'arrivera pas à changer le cours de la rencontre, l'Inter Miami s'incline 2-3 à domicile.
Il n'est alors plus appelé pour les deux prochaines rencontres mais rejoue 9 minutes lors d'une défaite 1 à 0 face au Dynamo de Houston le 23 avril 2023. Cette défaite n'amène cependant pas que des mauvaises nouvelles car cinq jours plus tard David Ruiz signe officiellement son premier contrat professionnel avec l'Inter Miami et est inscrit en tant que Homegrown Player jusqu'en 2025 avec des options pour 2026 et 2027.
Cette signature insuffle une nouvelle dynamique et David enchaîne les trois matchs suivants et est décisif lors du match face à l'Atlanta United en délivrant une passe décisive à Josef Martínez et excelle face au Revolution de la Nouvelle-Angleterre en devenant le joueur le plus jeune (19 ans et 95 jours) de l'histoire de la MLS à marquer un but et a délivrer une passe décisive dans le même match. Cette nouvelle dynamique partiellement insufflé par les bonnes performances de David Ruíz permet à l'Inter Miami d'enchaîner trois victoires après une série de six défaites mais est stoppé par la suspension de David dû à un carton rouge écopé à la 81e de la fameuse rencontre face au Revolution de la Nouvelle-Angleterre.

### Parcours en sélection
Étant né dans une famille 100 % hondurienne mais ayant vécu la majeure partie de sa vie aux États-Unis, David Ruíz peut représenter les États-Unis ou le Honduras. Il s'exprime sur un potentiel choix en 2022 : « Ce serait un honneur de représenter le Honduras ou les États-Unis. Pour le moment, je suis juste concentré sur l’équipe et je travaille dur. Je veux garder les portes ouvertes avec les deux. ».

#### Parcours avec les équipes de jeunes
En octobre 2022, il est sélectionné en équipe des moins de 20 ans du Honduras pour participer à quelques matchs amicaux contre des équipes de jeunes des États-Unis en Floride.
Le 6 janvier 2023, il est appelé par Marko Mitrović afin de participer à un camp d'entraînement à Miami avec l'équipe des États-Unis des moins de 19 ans pour préparer la Coupe du monde des moins de 20 ans qui se déroule en juin en Indonésie.
En mars 2023, il participe encore à des camps d'entraînement mais cette fois-ci avec le Honduras, David Ruíz finit par accepter la proposition de représenter le Honduras à la Coupe du monde des moins de 20 ans et est effectivement sélectionné fin avril afin de représenter le Honduras lors de Coupe du monde des moins de 20 ans en Indonésie. 
Il ne joue pas le match amical de préparation contre l'Uruguay et n'est pas titulaire lors du premier match de la Coupe du monde face à la Gambie mais rentre à la mi-temps, le Honduras s'incline 2 buts à 1. Il est titulaire pour le deuxième match des phases de groupes face à la Corée du Sud et marque à la 22e minute mais se fait exclure cinq minutes plus tard, les Honduriens arrivent cependant à arracher un point au terme de la rencontre mais David Ruíz est alors suspendu pour la rencontre suivante face à la France et verra les siens se faire éliminer dès les phases de groupes.

### Statistiques en club
| Saison                | Club                  | Championnat           | Championnat | Championnat | Championnat | Coupe(s) nationale(s) | Coupe(s) nationale(s) | Coupe(s) nationale(s) | Compétition(s) continentale(s) | Compétition(s) continentale(s) | Compétition(s) continentale(s) | Compétition(s) continentale(s) | Séries | Séries | Séries | Total | Total | Total |
| Saison                | Club                  | Division              | M.          | B.          | P.d.        | M.                    | B.                    | P.d.                  | Comp.                          | M.                             | B.                             | P.d.                           | M.     | B.     | P.d.   | M.    | B.    | P.d.  |
| 2023                  | Inter Miami CF        | MLS                   | 20          | 2           | 2           | 4                     | 0                     | 0                     | LCup                           | 6                              | 1                              | 0                              | -      | -      | -      | 30    | 3     | 2     |
| 2024                  | Inter Miami CF        | MLS                   | 28          | 1           | 2           | -                     | -                     | -                     | LCC+LCup                       | 3+3                            | 0+0                            | 0+0                            | -      | -      | -      | 34    | 1     | 2     |
| 2025                  | Inter Miami CF        | MLS                   | 3           | 0           | 0           | -                     | -                     | -                     | LCC                            | 3                              | 0                              | 0                              | -      | -      | -      | 6     | 0     | 0     |
| Total sur la carrière | Total sur la carrière | Total sur la carrière | 51          | 3           | 4           | 4                     | 0                     | 0                     | -                              | 15                             | 1                              | 0                              | 0      | 0      | 0      | 70    | 4     | 4     |

## Palmarès
Sous les couleurs de l'Inter Miami, il remporte la Leagues Cup — c'est également son premier titre. Puis, il s'incline en finale de l'U.S. Open Cup face au Dynamo de Houston — en 2023. En 2024, il remporte le Supporters' Shield, récompensant la meilleure équipe de saison régulière de MLS.